# Mounia Meddour

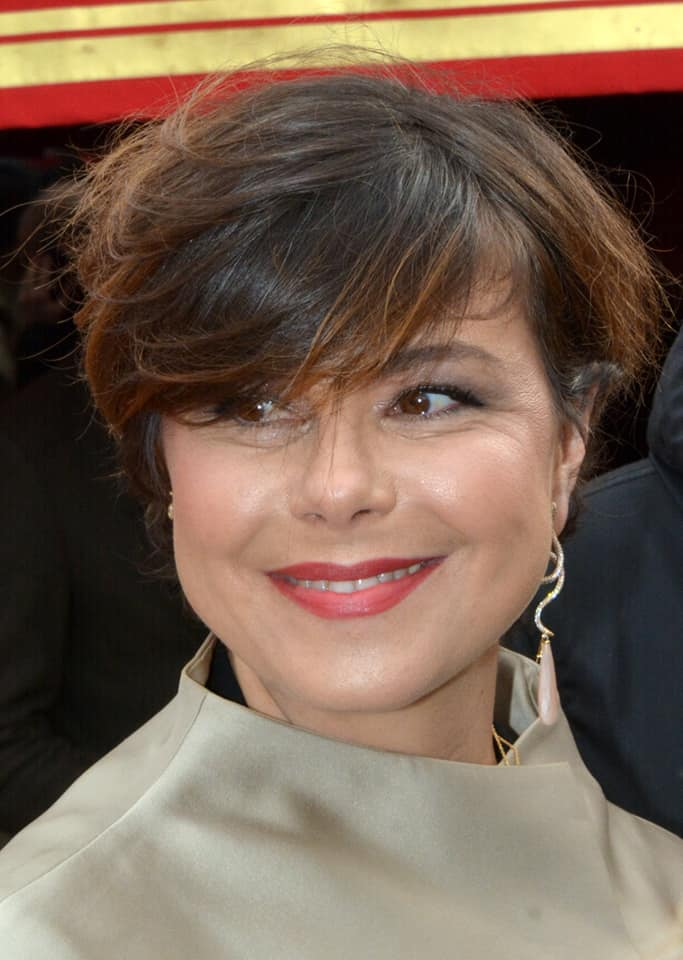
Mounia Meddour 2020

Mounia Meddour (* 15. Mai 1978 in Moskau) ist eine algerisch-französische Filmregisseurin.

## Leben
Meddour kam als Tochter des algerischen Regisseurs Azzedine Meddour (1947–2000) in Moskau zur Welt; ihre Mutter ist Russin. Meddour verbrachte ihre Kindheit und Jugend in Algerien, wo sie den Algerischen Bürgerkrieg miterlebte. Nach Ende der Schulzeit lebte Meddour ein Jahr in der Kabylei und begann schließlich in Algier ein Journalismusstudium. Die Familie emigrierte aufgrund von Morddrohungen, die der Vater erhielt, nach Frankreich, als Meddour 18 Jahre alt war.  Es folgte bis 2004 ein Studium der Dokumentarfilmregie am Pariser Centre Européen de Formation à la Production de Films (CEFPF). Sie legte im Rahmen der Sommerschule auch einen Dokumentarfilmregiekurs an der La Fémis ab. Bis 2012 folgte zudem ein Studium der Spielfilmregie am CEFPF.
Zunächst war Meddour als Dokumentarfilmerin tätig. Im Jahr 2012 erschien ihr erster Kurzfilm Edwige mit Claude Perron in der Hauptrolle. Der Film lief auf zahlreichen internationalen Festivals und wurde 2012 auf dem Internationalen Filmfestival von Stockholm für den iFestival Award nominiert. Im Jahr 2019 gab Meddour mit Papicha ihr Langfilmregiedebüt. Der Film erzählt die Geschichte der jungen Modestudentin Nedjma, die im Algerien während des Bürgerkriegs 1997 versucht, eine Modenschau zu organisieren. Der Film erlebte im Rahmen der Internationalen Filmfestspiele von Cannes seine Premiere und gewann unter anderem den Humanitarian Award der Satellite Awards 2019. Für Papicha wurde Meddour 2020 mit einem César in der Kategorie Bestes Erstlingswerk ausgezeichnet.
Meddour ist seit 2005 mit Filmemacher Xavier Gens verheiratet. Sie besitzt neben der französischen auch die algerische Staatsbürgerschaft.

## Filmografie
- 2006: Tikjda: La caravane des savoirs (Dokumentarfilm)
- 2007: Particules élémentaires (Dokumentarfilm)
- 2007: Hitman – Jeder stirbt alleine (Hitman) – Regieassistenz
- 2010: La cuisine en héritage (Dokumentarfilm)
- 2011: Cinéma algérien, un nouveau souffle (Dokumentarfilm)
- 2012: Edwige (Kurzfilm)
- 2019: Papicha – Der Traum von Freiheit (Papicha, Spielfilm)

## Auszeichnungen (Auswahl)
- 2012: Nominierung iFestival Award, Stockholm Film Festival, für Papicha
- 2019: Internationale Filmfestspiele von Cannes, Nominierung Prix Un certain regard, für Papicha
- 2019: Humanitarian Award der Satellite Awards für Papicha
- 2019: Nominierung WIFT Award, Internationales Filmfestival Thessaloniki, für Papicha
- 2019: Pilar Miró Award der Semana Internacional de Cine de Valladolid, Bester Nachwuchsregisseur, für Papicha
- 2019: Semana Internacional de Cine de Valladolid, Publikumspreis, für Papicha
- 2020: César, Bestes Erstlingswerk, für Papicha
- 2020: Alice Guy Prize des European Women’s Audivisual Networks (EWA)[7]